# 丹内司
丹内 司（たんない つかさ、1954年3月6日 - ）は、日本のアニメーター、キャラクターデザイナー。ぎゃろっぷ所属。

## 経歴
最初はタカ・プロに所属し、その後OH!プロダクションに移籍。1979年にテレコム・アニメーションフィルムに移籍。宮崎駿のもとで中核アニメーターとして活躍した。
1983年にスタジオぎゃろっぷに移り、その後は小林一幸、山内昇寿郎らと共に、ぎゃろっぷの主力メンバーとなる。ぎゃろっぷに移ってからも宮崎監督作品にはしばらく携わっており、代表作としてあげられるのが『天空の城ラピュタ』である。丸みを帯びたソフトタッチの絵柄が特徴。
1990年代前半には『キテレツ大百科』、後半から2000年代にかけて『こちら葛飾区亀有公園前派出所』の総作画監督を担当している。

## 参加作品

### テレビアニメ
1972年
- ど根性ガエル（原画）1972年 - 1974年

1973年
- ミラクル少女リミットちゃん（原画）1973年 - 1974年
- キューティーハニー（作画）1973年 - 1974年

1975年
- フランダースの犬（作画）
- 元祖天才バカボン（原画）1975年 - 1977年

1976年
- 母をたずねて三千里（作画）
- ポールのミラクル大作戦（原動画）1976年 - 1977年

1977年
- ルパン三世 (TV第2シリーズ)（原画、作画監督）1977年 - 1980年

1978年
- 科学忍者隊ガッチャマンII（原画）1978年 - 1979年
- 未来少年コナン（原画）

1981年
- じゃりン子チエ（原画）1981年 - 1982年

1982年
- 名探偵ホームズ（原画、作画監督）1982年・1984年

1984年
- チックンタックン（作画監督）

1988年
- キテレツ大百科（キャラクターデザイン・総作画監督、作画監督）1988年 - 1996年

1989年
- T・Pぼん（作画監督）

1993年
- ドラゴンリーグ（キャラクターデザイン・総作画監督、小林一幸と共同）1993年 - 1994年

1996年
- るろうに剣心 -明治剣客浪漫譚-（原画）1996年 - 1998年
- こちら葛飾区亀有公園前派出所（キャラクターデザイン・総作画監督、作画監督、原画、番組後期はメインキャラクターデザイン）1996年 - 2004年

1998年
- おじゃる丸（作画監督）1998年 -

2005年
- アイシールド21（30話・レイアウト）2005年 - 2008年

2009年
- 川の光（キャラクターデザイン、作画監督）
- 毎日かあさん（作画監督）

2014年
- ふるさと再生 日本の昔ばなし（絵コンテ、演出、作画監督）2014年 - 2016年

2017年
- ふるさとめぐり 日本の昔ばなし（文芸、絵コンテ、演出、作画監督）

2019年
- けものフレンズ2（原画）

### 劇場アニメ
- ルパン三世シリーズ
  - ルパン三世 ルパンVS複製人間（原画）1978年
  - ルパン三世 カリオストロの城（原画）1979年
  - ルパン三世 バビロンの黄金伝説（原画）1985年
- じゃりン子チエ（原画）1981年
- スタジオジブリ
  - 風の谷のナウシカ（原画）1984年
  - 天空の城ラピュタ（作画監督）1986年
  - となりのトトロ（原画）1988年
- 名探偵ホームズ（作画監督）1984年
- うる星やつら2 ビューティフル・ドリーマー（原画）1984年
- グスコーブドリの伝記（原画）2012年

### OVA
- 三びきの子ぶたの交通安全 交通安全アニメーションDVD（原画）2018年

## 関連人物
- 友永和秀
- 渡辺はじめ
- 若菜章夫